# Еллі Шиді
Александра Елізабет Шиді (англ. Alexandra Elizabeth Sheedy; нар. 13 червня 1962 року, Нью-Йорк) — американська акторка. 1999 року за роль Люсі Берлінер у фільмі «Високе мистецтво» отримала нагороди «Незалежний дух», Асоціації кінокритиків Лос-Анджелеса та Національної спілки кінокритиків США за найкращу жіночу роль.

## Біографія
Александра Елізабет Шиді народилася і виросла в Нью-Йорку. Її мати Шарлотта (до шлюбу —  Баум) — єврейка, а батько Джон Дж. Шиді — ірландського походження. Батьки розлучилися, коли Александрі було 9 років.
З 6 років вона навчалася танцям у Американському театрі балету, а пізніше почала мріяти про акторську кар'єру і навчалася в акторській студії Гарольда Гаскіна. 1975 року з'явилася в ігровому шоу. 1980 року переїхала до Лос-Анджелесу, де вступила до Університету Південної Каліфорнії на драматичний факультет. Одночасно розпочала акторську кар'єру. Після появи у кількох телефільмах Еллі Шиді отримала роль подружки головного героя фільму 1983 року «Погані хлопці». Того ж року зіграла одну з головних ролей у фільмі «Воєнні ігри», за яку була номінована на кінопремію «Сатурн» за найкращу жіночу роль і премію «Молодий актор».
1985 року знялася в підлітковому хіті «Клуб «Сніданок»» разом з Еміліо Естевесом, Джаддом Нельсоном, Ентоні Майкл Голлом і Моллі Рінгволд, після чого виконала головні ролі ще в кількох фільмах.
1998 року Еллі Шиді та Рада Мітчелл виконали головні ролі у фільмі «Високе мистецтво», відзначеного кількома кінонагородами. Перевтілення Шиді було відзначено особистими нагородами.
2005 року Еллі Шиді, Моллі Рінгволд і Ентоні Майкл Голл отримали «Срібне відерце майстерності» (спеціальну премію MTV Movie & TV Awards) на честь 20-ліття виходу на екрани культового фільму «Клуб „Сніданок“».

## Фільмографія

### Фільми
| Рік  | Фільм                               | Оригінальна назва фільму         | Роль                                    |
| ---- | ----------------------------------- | -------------------------------- | --------------------------------------- |
| 1983 | Погані хлопці                       | Bad Boys                         | Дж. С.Валенськи                         |
| 1983 | Воєнні ігри                         | WarGames                         | Дженніфер                               |
| 1984 |                                     | Oxford Blues                     | Рона                                    |
| 1985 | Клуб «Сніданок»                     | The Breakfast Club               | Еллісон Рейнолдс («дивачка»)            |
| 1985 | Вогні святого Ельма                 | St. Elmo's Fire                  | Леслі Гантер                            |
| 1985 |                                     | Twice in a Lifetime              | Гелен Маккензі                          |
| 1986 | Блу-сіті                            | Blue City                        | Енні Рейфорд                            |
| 1986 | Коротке замикання                   | Short Circuit                    | Спік Стефані                            |
| 1987 | Покоївка на замовлення              | Maid to Order                    | Джессі Монтгомері                       |
| 1988 | Коротке замикання 2                 | Short Circuit 2                  | Спік Стефані (голос, відсутня в титрах) |
| 1989 |                                     | Heart of Dixie                   | Меггі ДеЛоч                             |
| 1990 | Весілля Бетсі                       | Betsy's Wedding                  | Конні Гоппер                            |
| 1990 |                                     | Fear                             | Кейсі Бріджес                           |
| 1991 | Зрозуміє тільки самотній            | Only the Lonely                  | Тереза Луна                             |
| 1992 | Сам удома 2: Загублений у Нью-Йорку | Home Alone 2: Lost in New York   | Пем Блок                                |
| 1993 |                                     | The Pickle                       | Моллі                                   |
| 1993 |                                     | Man's Best Friend                | Лорі Теннер                             |
| 1994 |                                     | Red Shoe Diaries 4: Auto Erotica | Карен                                   |
| 1995 |                                     | One Night Stand                  | Міккі Сандерсон                         |
| 1997 |                                     | Amnesia                          | Марта Келлер                            |
| 1997 |                                     | The Definite Maybe               | Джоан                                   |
| 1997 |                                     | Macon County Jail                | Сюзан Рід                               |
| 1997 |                                     | Highball                         | Еллі Шиді                               |
| 1998 | Високе мистецтво                    | High Art                         | Люсі Берлінер                           |
| 1999 |                                     | Sugar Town                       | Ліз                                     |
| 1999 |                                     | The Autumn Heart                 | Дебора                                  |
| 1999 |                                     | I'll Take You There              | Берніс                                  |
| 1999 |                                     | Advice from a Caterpillar        | Джен                                    |
| 2002 |                                     | Just a Dream                     | Морін Стербак                           |
| 2002 |                                     | Happy Here and Now               | Лойс                                    |
| 2003 |                                     | A Good Night to Die              | Мері                                    |
| 2003 |                                     | Shelter Island                   | Луїза                                   |
| 2004 |                                     | Noise                            | Шарлотта                                |
| 2005 |                                     | Shooting Livien                  | Брі Еплін                               |
| 2007 |                                     | Day Zero                         | доктор Рейнолдс                         |
| 2007 |                                     | The Junior Defenders             | Джил Філдс                              |
| 2007 |                                     | Steam                            | Лорі                                    |
| 2008 |                                     | Harold                           | Морін Рейнолдс                          |
| 2009 |                                     | Perestroika                      | Гелен                                   |
| 2009 |                                     | Life During Wartime              | Гелен Джордан                           |
| 2010 |                                     | Welcome to the Rileys            | Герріет                                 |
| 2010 |                                     | Ten Stories Tall                 | Джекі                                   |
| 2014 |                                     | Sins of Our Youth                | Вікі                                    |
| 2014 |                                     | Fugly!                           | Стоддад                                 |
| 2016 |                                     | Little Sister (2016 film)        | Джоан Лунсфорд                          |
| 2016 | Люди Ікс: Апокаліпсис               | X-Men: Apocalypse                | вчителька Скотта Саммерса / Циклопа     |